# 4-Stunden-Rennen von Portimão 2024

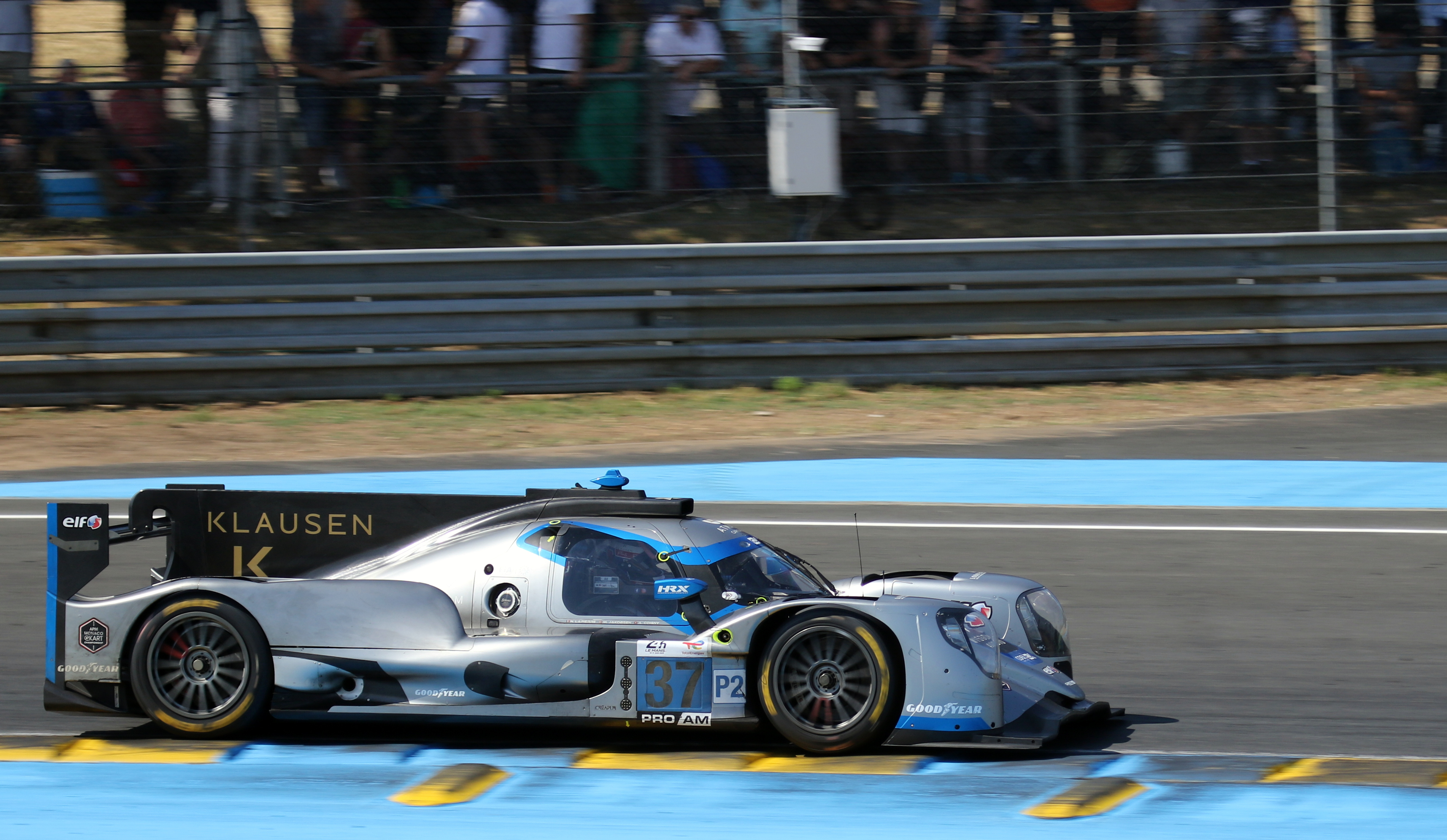
Siegerwagen: Cool-Racing-Oreca 07, hier beim 24-Stunden-Rennen von Le Mans 2023

Das 4-Stunden-Rennen von Portimão 2024, auch 4 Hours of Portimão 2024, fand am 19. Oktober auf dem Autódromo Internacional do Algarve statt und war der sechste und letzte Wertungslauf der European Le Mans Series dieses Jahres.

## Das Rennen
Ein Fehler der Rennleitung beeinflusste den Ausgang des Rennens und die Entscheidung über die Sieger in der Gesamtwertung des Jahres. Das Team Sebastián Álvarez, Vladislav Lomko und Tom Dillmann zählte im Inter-Europol-Oreca 07 zu den Anwärtern auf den Gesamtsieg, erhielt jedoch in der Anfangsphase des Rennens eine 10-Minuten-Stop-and-Go-Strafe wegen eines angeblichen Vergehens während einer virtuellen Safety-Car-Phase. Als Tom Dillmann die Strafe hinter sich und die Boxengasse wieder verlassen hatte, nahm die Rennleitung die Strafe zurück und erklärte, es handle sich um einen Irrtum. Dazu Tom Dillmann: „Sie haben die Strafe zwei Minuten, nachdem wir sie abgesessen hatten, wieder zurückgenommen. Ich finde das auf diesem Niveau beschämend, wenn man um die Meisterschaft kämpft.“. Am Ende des Rennens fehlten dem Trio 1,5 Sekunden auf die zweitplatzierten Jonny Edgar, Louis Delétraz und Robert Kubica, die sich den ELMS-Gesamtsieg sicherten. Das Rennen gewannen Lorenzo Fluxá, Malthe Jakobsen und Ritomo Miyata (alle Oreca 07).

## Ergebnisse

### Schlussklassement
| 1           | LMP2        | 37 | Cool Racing               | Lorenzo Fluxá Malthe Jakobsen Ritomo Miyata             | Oreca 07                       | 127  |
| 2           | LMP2        | 14 | AO by TF Sport            | Jonny Edgar Louis Delétraz Robert Kubica                | Oreca 07                       | 127  |
| 3           | LMP2        | 47 | Cool Racing               | Carl Wattana Bennett Ferdinand Habsburg Frederik Vesti  | Oreca 07                       | 127  |
| 4           | LMP2        | 43 | Inter Europol Competition | Sebastián Álvarez Vladislav Lomko Tom Dillmann          | Oreca 07                       | 127  |
| 5           | LMP2        | 34 | Inter Europol Competition | Oliver Gray Clément Novalak Luca Ghiotto                | Oreca 07                       | 127  |
| 6           | LMP2        | 23 | United Autosports         | Bijoy Garg Fabio Scherer Paul di Resta                  | Oreca 07                       | 127  |
| 7           | LMP2        | 30 | Duqueine Team             | Niels Koolen Jean-Baptiste Simmenauer James Allen       | Oreca 07                       | 127  |
| 8           | LMP2 Pro/Am | 77 | Proton Competition        | Giorgio Roda Bent Viscaal René Binder                   | Oreca 07                       | 127  |
| 9           | LMP2 Pro/Am | 20 | Algarve Pro Racing        | Kriton Lentoudis Richard Bradley Alex Quinn             | Oreca 07                       | 127  |
| 10          | LMP2        | 25 | Algarve Pro Racing        | Matthias Kaiser Olli Caldwell Alex Lynn                 | Oreca 07                       | 127  |
| 11          | LMP2 Pro/Am | 24 | Nielsen Racing            | John Falb Colin Noble Nick Yelloly                      | Oreca 07                       | 127  |
| 12          | LMP2        | 9  | Proton Competition        | Jonas Ried Macéo Capietto Matteo Cairoli                | Oreca 07                       | 127  |
| 13          | LMP2 Pro/Am | 83 | AF Corse                  | François Perrodo Matthieu Vaxivière Alessio Rovera      | Oreca 07                       | 127  |
| 14          | LMP2        | 22 | United Autosports         | Filip Ugran Marino Satō Ben Hanley                      | Oreca 07                       | 127  |
| 15          | LMP2        | 27 | Nielsen Racing            | Benjamin Pedersen Will Stevens Gabriel Aubry            | Oreca 07                       | 127  |
| 16          | LMP2        | 65 | Panis Racing              | Manuel Maldonado Charles Milesi Arthur Leclerc          | Oreca 07                       | 127  |
| 17          | LMP2 Pro/Am | 29 | Richard Mille by TDS      | Rodrigo Sales Mathias Beche Grégoire Saucy              | Oreca 07                       | 127  |
| 18          | LMP2 Pro/Am | 19 | Team Virage               | Georgios Kolovos Raphaël Narac Tristan Vautier          | Oreca 07                       | 126  |
| 19          | LMP2 Pro/Am | 3  | DKR Engineering           | Andres Latorre Canon Cem Bölükbaşı Laurents Hörr        | Oreca 07                       | 125  |
| 20          | LMP2        | 28 | IDEC Sport                | Nico Pino Reshad de Gerus Job van Uitert                | Oreca 07                       | 125  |
| 21          | LMP3        | 17 | Cool Racing               | Miguel Cristóvão Manuel Espírito Santo                  | Ligier JS P320                 | 122  |
| 22          | LMP3        | 15 | RLR M Sport               | Michael Jensen Nick Adcock Gaël Julien                  | Ligier JS P320                 | 122  |
| 23          | LMP3        | 11 | EuroInternational         | Matthew Richard Bell Adam Ali                           | Ligier JS P320                 | 122  |
| 24          | LMP3        | 12 | WTM by Rinaldi Racing     | Torsten Kratz Leonard Weiss Óscar Tunjo                 | Duqueine M30 - D08             | 122  |
| 25          | LMP3        | 4  | DKR Engineering           | Alexander Mattschull Wyatt Brichacek Guilherme Oliveira | Duqueine M30 - D08             | 122  |
| 26          | LMP3        | 8  | Team Virage               | Julien Gerbi Bernardo Pinheiro Gillian Henrion          | Ligier JS P320                 | 122  |
| 27          | LMP3        | 5  | RLR M Sport               | James Dayson Daniel Ali Bailey Voisin                   | Ligier JS P320                 | 121  |
| 28          | LMGT3       | 63 | Iron Lynx                 | Hiroshi Hamaguchi Axcil Jefferies Andrea Caldarelli     | Lamborghini Huracan LMGT3 Evo2 | 119  |
| 29          | LMGT3       | 85 | Iron Dames                | Sarah Bovy Rahel Frey Michelle Gatting                  | Porsche 911 GT3 R LMGT3        | 119  |
| 30          | LMGT3       | 60 | Proton Competition        | Claudio Schiavoni Matteo Cressoni Julien Andlauer       | Porsche 911 GT3 R LMGT3        | 119  |
| 31          | LMGT3       | 50 | Formula Racing            | Johnny Laursen Conrad Laursen                           | Ferrari 296 LMGT3              | 119  |
| 32          | LMGT3       | 57 | Kessel Racing             | Takeshi Kimura Esteban Masson Daniel Serra              | Ferrari 296 LMGT3              | 119  |
| 33          | LMGT3       | 86 | GR Racing                 | Mike Wainwright Riccardo Pera Davide Rigon              | Ferrari 296 LMGT3              | 119  |
| 34          | LMGT3       | 55 | Spirit of Race            | Duncan Cameron David Perel Matt Griffin                 | Ferrari 296 LMGT3              | 119  |
| 35          | LMGT3       | 97 | Grid Motorsport by TF     | Martin Berry Lorcan Hanafin Jonny Adam                  | Aston Martin Vantage AMR LMGT3 | 1119 |
| 36          | LMGT3       | 59 | Racing Spirit of Léman    | Derek DeBoer Casper Stevenson Valentin Hasse-Clot       | Aston Martin Vantage AMR LMGT3 | 118  |
| 37          | LMGT3       | 66 | JMW Motorsport            | Jason Hart Ben Tuck Scott Noble                         | Ferrari 296 LMGT3              | 118  |
| Ausgefallen |             |    |                           |                                                         |                                |      |
| 38          | LMP3        | 88 | Inter Europol Competition | Alexander Bukhantsov Kai Askey Pedro Perino             | Ligier JS P320                 | 111  |
| 39          | LMP2        | 10 | Vector Sport              | Ryan Cullen Stéphane Richelmi Felipe Drugovich          | Oreca 07                       | 108  |
| 40          | LMP3        | 31 | Racing Spirit of Léman    | Jacques Wolff Jean-Ludovic Foubert Antoine Doquin       | Ligier JS P320                 | 88   |
| 41          | LMP2 Pro/Am | 21 | United Autosports         | Daniel Schneider Andrew Meyrick Oliver Jarvis           | Oreca 07                       | 83   |
| 42          | LMP3        | 35 | Ultimate                  | François Hériau Jean-Baptiste Lahaye Matthieu Lahaye    | Ligier JS P320                 | 61   |
| 43          | LMGT3       | 51 | AF Corse                  | Charles-Henri Samani Emmanuel Collard Nicolás Varrone   | Ferrari 296 LMGT3              | 1    |

### Nur in der Meldeliste
Zu diesem Rennen sind keine weiteren Meldungen bekannt.

### Klassensieger
| Klasse      | Fahrer            | Fahrer                | Fahrer            | Fahrzeug                       | Platzierung im Gesamtklassement |
| ----------- | ----------------- | --------------------- | ----------------- | ------------------------------ | ------------------------------- |
| LMP2        | Lorenzo Fluxá     | Malthe Jakobsen       | Ritomo Miyata     | Oreca 07                       | Gesamtsieg                      |
| LMP2 Pro/Am | Giorgio Roda      | Bent Viscaal          | René Binder       | Oreca 07                       | Rang 8                          |
| LMP3        | Miguel Cristóvão  | Manuel Espírito Santo |                   | Ligier JS P320                 | Rang 21                         |
| LMGT3       | Hiroshi Hamaguchi | Axcil Jefferies       | Andrea Caldarelli | Lamborghini Huracan LMGT3 Evo2 | Rang 28                         |

### Renndaten
- Gemeldet: 43
- Gestartet: 43
- Gewertet: 37
- Rennklassen: 4
- Zuschauer: unbekannt
- Wetter am Renntag: warm und trocken
- Streckenlänge: 4,692 km
- Fahrzeit des Siegerteams: 4:00:20,026 Stunden
- Gesamtrunden des Siegerteams: 127
- Gesamtdistanz des Siegerteams: 595,884 km
- Siegerschnitt: unbekannt
- Pole Position: Charles Milesi – Oreca 07 (#65) – 1:30,727 = 203,406 km/h
- Schnellste Rennrunde: Ritomo Miyata – Oreca 07 (#37) – 1:30,940
- Rennserie: 6. Lauf zur European Le Mans Series 2024